# 誉津別命
誉津別命（ほむつわけのみこと、生没年不詳）は、『記紀』などに登場する古墳時代の皇族（王族）。『日本書紀』では誉津別命、『古事記』では本牟智和気命もしくは品牟津和気命（ほむちわけのみこと）、『尾張国風土記』逸文では品津別皇子と表記される。垂仁天皇の第一皇子で、母は皇后の狭穂毘売命（さほびめのみこと、日子坐王の女）。『上宮記』の逸文では継体天皇の先祖に、通常応神天皇（誉田別命）とされる人物として凡牟都和希王（ほむつわけのみこ）の名が見える。

## 伝承

### 火中での出生

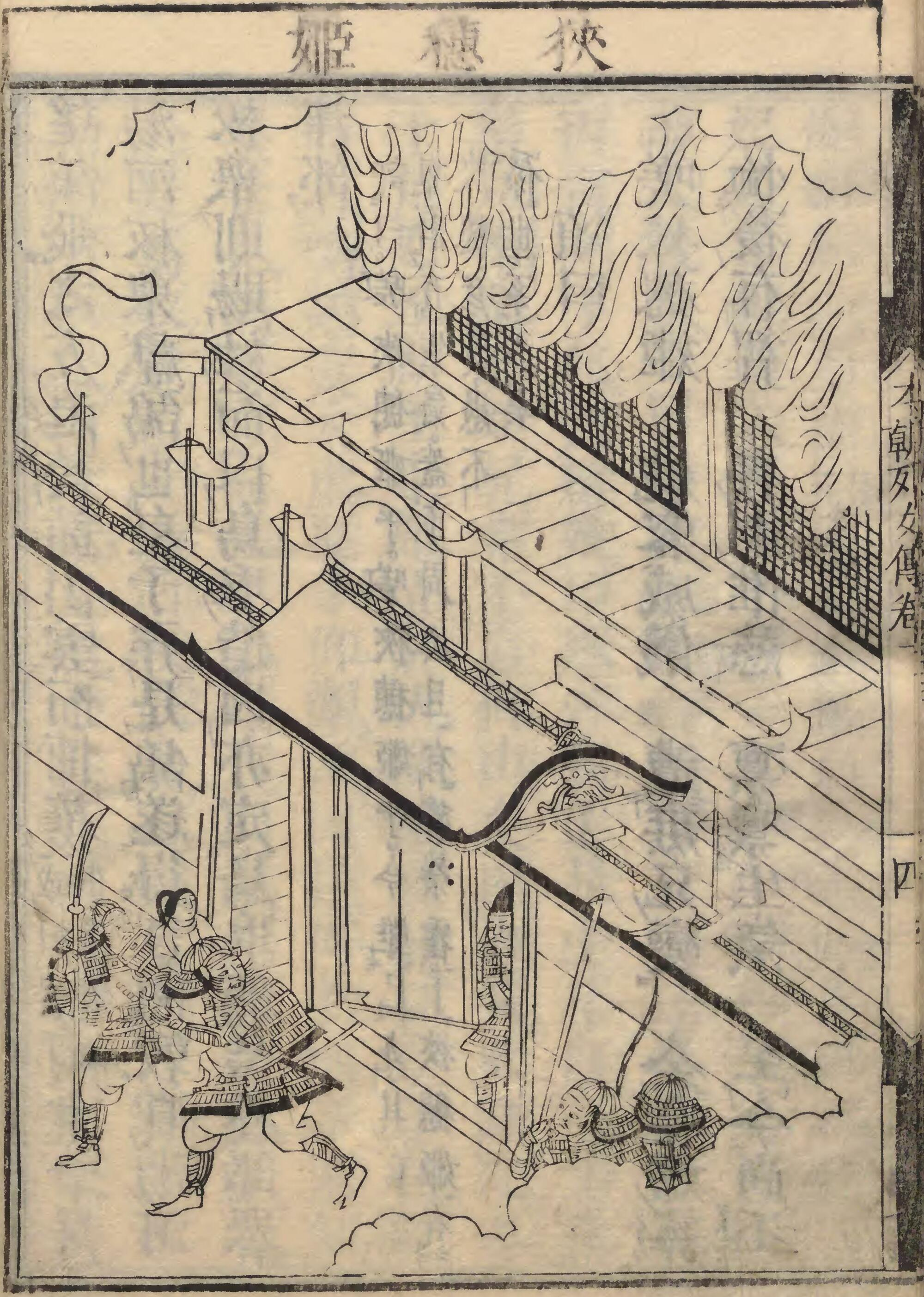
誉津別命（左下）

『古事記』によると、名前の由来は稲城の焼かれる火中で生まれたので、母により本牟智和気御子と名づけられたとする。母の狭穂姫命はその兄狭穂彦の興した叛乱（狭穂毘古の反乱）の際に自殺。『日本書紀』では反乱の前に生まれていたとするが、火中から救い出されたのは『古事記』に同じ。なお、垂仁天皇５年１０月に討伐令が出されたが、稲城での籠城が翌月まで続き、そのため火攻めが行われたとされる。このため、『古事記』に従えば、誉津別命の誕生は垂仁天皇の５年１１月に位置付けられる。

### 出雲大神の祟り
誉津別皇子は父天皇に大変寵愛されたが、長じてひげが胸先に達しても言葉を発することがなく、特に『日本書紀』では赤子のように泣いてばかりであったという。
『日本書紀』によると皇子はある日、鵠（くぐい、今の白鳥）が渡るさまを見て「是何物ぞ」と初めて言葉を発した。天皇は喜び、その鵠を捕まえることを命じる。天湯河板挙（鳥取造の祖）が出雲（一書に但馬）で捕まえて献上し、鵠を遊び相手にすると、誉津別命は言葉を発するようになった。ここに鳥取部・鳥飼部・誉津部を設けたとある。
『古事記』では、誉津別皇子についてより詳しい伝承が述べられている。天皇は尾張の国の二股に分かれた杉で二股船を作り、それを運んできて、市師池・軽池に浮かべて、皇子とともに戯れた。あるとき皇子は天を往く鵠を見て何かを言おうとしたので、天皇はそれを見て鵠を捕らえるように命じた。鵠は紀伊・播磨・因幡・丹波・但馬・近江・美濃・尾張・信濃・越を飛んだ末に捕らえられた。しかし皇子は鵠を得てもまだ物言わなかった。ある晩、天皇の夢に何者かが現れて「我が宮を天皇の宮のごとく造り直したなら、皇子はしゃべれるようになるだろう」と述べた。そこで天皇は太占で夢に現れたのが何者であるか占わせると、言語（物言わぬ）は出雲大神の祟りとわかった。天皇は皇子を曙立王・菟上王とともに出雲（現：島根県東部）に遣わして大神を拝させた。出雲から帰る際、肥川に橋を渡し、仮宮を造営して滞在していると、そこに出雲国造の祖先である岐比佐都美が青葉の木を飾り立てて川下に立て、食事を献上しようとした。その時、皇子が「この川下に青葉の山のように見えるものは、山の様で山ではない。もしかすると、出雲の石硐の曽宮に坐す、葦原色許男大神を仕え奉る祭場ではないだろうか」と問うた。皇子が話せるようになったことを御供の王たちは喜び、皇子を檳榔の長穂宮に移すと、早馬を走らせて天皇に報告した。天皇はこれを喜び、菟上王を出雲に返して大神の宮を造らせた。また鳥取部・鳥甘部・品遅部・大湯坐・若湯坐を設けたという。
『釈日本紀』に引く『尾張国風土記』逸文では阿麻乃彌加都比女の祟りとする。それによると誉津別皇子は7歳になっても話すことができなかったが、皇后の夢に多具の国の神・阿麻乃彌加都比売が現れて、「自分にはまだ祝（はふり）がいないので、自分を祭祀してくれる者を与えてくれたなら、皇子は話せるようになり、寿命も延びるであろう」と言った。そこで天皇は日置部らの祖・建岡君にこの神がどこにいるかを占わせた。建岡君は美濃国の花鹿山に行き、榊を折って鬘（髪飾り）を作り、ウケイして「この鬘の落ちたところに神はいらっしゃるだろう」と言った。すると鬘は空を飛んで尾張国丹羽郡に落ちたので、建岡君は同地に社を建て、また同地も鬘が訛って阿豆良（あづら）の里と呼ばれるようになったとある。多具の国とは、出雲国の多久川流域とされ、また阿麻乃彌加都比売は『出雲国風土記』秋鹿郡伊農郷にみえる天甕津日女（もしくは楯縫郡神名樋山の項の天御梶日女）と同神とされる。天御梶日女は葦原色許男大神の子である阿遅鉏高日子根神の妻とされ、阿遅鉏高日子根神は『出雲国風土記』において、誉津別皇子と同じく大人になっても子供のように泣き止まなかったとする伝承が掲載されている。

### 肥長比売との出会い
『古事記』では、その後、出雲において皇子は肥長比売と婚姻したが、垣間見ると肥長比売が蛇体であったため、畏れて逃げた。すると肥長比売は海原を照らしながら追いかけてきたので、皇子はますます畏れて、船を山に引き上げて大和に逃げ帰った。

## 解釈をめぐる諸説
これらの話は神話研究では、記紀でのスサノオが大人になっても泣いてばかりであったことや、また『出雲国風土記』でのアジスキタカヒコネが口が利けなかったという神話と比較されている。また火中出産は木花咲耶姫の誓約につながるとの指摘がある。